# Miletus irroratus
Miletus irroratus är en fjärilsart som beskrevs av Druce 1874. Miletus irroratus ingår i släktet Miletus och familjen juvelvingar. Inga underarter finns listade i Catalogue of Life.